# Курганска митрополија
Курганска митрополија (рус. Курганская митрополия) митрополија је Руске православне цркве.
Образована је одлуком Светог синода од 5. маја 2015, а налази се у оквиру граница Курганске области. У њеном саставу се налазе двије епархије: Курганска и Шадринска.